# Anschlag in München 2024

Lageplan Tathergang. A) NS-Dokuzentrum; B) Ehemaliges Uni-Rechenzentrum; C) Israelisches Generalkonsulat; D) Acatech. Tatverlauf (1–6): siehe Fließtext.

Der Anschlag in München  am 5. September 2024 war ein Angriff auf das israelische Generalkonsulat, der in einem Schusswechsel zwischen einem 18-jährigen Österreicher bosnischer Abstammung und Polizisten am Karolinenplatz in der Nähe des israelischen Generalkonsulats und des NS-Dokumentationszentrums endete. Der Angreifer wurde dabei erschossen. Die Bayerische Polizei ging früh von einem terroristischen Anschlag auch mit Bezug zum Israelischen Generalkonsulat in München aus. Der Anschlag ereignete sich am 52. Jahrestag des Münchner Olympia-Attentats und wurde als antisemitische Tat verurteilt.

## Tathergang
Der mit einem älteren Repetiergewehr des Typs Karabiner 31 mit Bajonett bewaffnete Täter war am Morgen der Tat um etwa 6:30 Uhr von seinem Wohnort im Salzburger Land in Österreich mit dem Auto aufgebrochen. Er fuhr nach München, wo er das Fahrzeug kurz vor neun Uhr in der Arcisstraße abstellte. Polizisten in einem vorbeifahrenden Streifenwagen bemerkten, dass er einen waffenähnlichen Gegenstand mit sich führte, verloren ihn jedoch wieder aus den Augen. Er ging zunächst zum NS-Dokumentationszentrum und schoss dort jeweils einmal auf die Glasfassade und auf die Eingangstür (Station Nr. 1 auf Lageplan). Anschließend beschoss er ein Fenster des ehemaligen Leibniz-Rechenzentrums der Universität und drang in den Bau ein (2), wobei er sich verletzte und Blutspuren hinterließ.
Dann versuchte er, über ein Auto kletternd den Zaun des israelischen Generalkonsulats zu überwinden (3). Dies misslang jedoch. Er schoss daraufhin zweimal auf das Konsulat (4). Seine Täterschaft konnte später durch Fingerabdrücke zweifelsfrei ermittelt werden. Anschließend drang er in das in unmittelbarer Nähe befindliche Gebäude der Deutschen Akademie der Technikwissenschaften (Acatech) ein (5). Als er auf fünf Polizeibeamte traf, kam es zum Schusswechsel (6), bei dem der Täter tödlich verletzt wurde. Er starb noch am Ort des Geschehens. Polizisten und weitere Personen wurden nicht verletzt.

## Täter
Bei dem Täter handelte es sich um Emrah I., einen 2006 geborenen Österreicher, dessen Eltern aus Bosnien stammen. Nach Informationen der Polizei wohnte er in Neumarkt am Wallersee bei Salzburg und soll am Tag der Tat mit dem Auto nach München angereist sein.
Nach Angaben des österreichischen Innenministeriums ist er den österreichischen Behörden seit 2023 wegen einer möglichen islamistischen Radikalisierung aufgefallen. In der Schule habe er sich als strenggläubiger Muslim dargestellt und unter anderem Gewaltphantasien geäußert. Das österreichische Landesamt Verfassungsschutz und Terrorismusbekämpfung (LVT) in Salzburg habe deswegen bei ihm eine Hausdurchsuchung durchgeführt und Material gefunden, das eine dschihadistische Gesinnung vermuten ließ.
Er sei offenbar Anhänger der von den Vereinten Nationen als terroristisch eingestuften Organisation Dschabhat al-Nusra gewesen. Dem österreichischen Innenministerium zufolge war ihm ein behördliches Waffenverbot auferlegt worden. Die von ihm am 4. September 2024 erworbene Waffe ist in Österreich frei verkäuflich, muss jedoch innerhalb von sechs Wochen registriert werden. Bei der Registrierung wäre aufgefallen, dass er einem Waffenverbot unterlag.

## Ermittlungen
Ermittlungen ergaben, dass er sich in der Vergangenheit mit extremistischen Ideologien beschäftigt hatte, wobei er 2021 Symboliken der islamistischen Terrororganisation „HTS“ in einem Computerspiel verwendete. Zudem war er stark in den Konsum von Videos über den Nahostkonflikt involviert, speziell im Zusammenhang mit dem Gaza-Krieg, und äußerte sich in antisemitischer Weise unter diesen Inhalten, und bezeichnete Dritte als „Kuffar“ (Ungläubige). Sein Interesse an Waffen, insbesondere an Schuss- und Stichwaffen, war ebenfalls auffällig, wobei er im Sommer 2024 mehrere gescheiterte Versuche unternahm, Waffen zu erwerben. Der Täter zeigte sich als sozial isolierter Einzelgänger. Der Anschlag war wohl eher antiisraelisch motiviert, wobei eine islamistische Motivation eine untergeordnete Rolle spielte. Die Tat war terroristisch motiviert.

## Hintergründe
Motive und Hintergründe der Tat sind Gegenstand polizeilicher Ermittlungen. Hierzu wurde beim Bayerischen Landeskriminalamt eine Sonderkommission „Karolinenplatz“ eingerichtet. Das Ermittlungsverfahren führt die Zentralstelle zur Bekämpfung von Extremismus und Terrorismus im Auftrag der Generalstaatsanwaltschaft München.
Die Tat fand am 52. Jahrestag des Münchner Olympia-Attentats statt, bei dem 1972 elf Mitglieder der israelischen Mannschaft der 20. Olympischen Sommerspiele von der palästinensischen Terrororganisation Schwarzer September erst entführt und später ermordet wurden.

## Reaktionen und Folgen
Bundesinnenministerin Nancy Faeser stellte unmittelbar nach dem Angriff klar, dass der Schutz israelischer Einrichtungen oberste Priorität habe.
In einem Telefonat zwischen Bundespräsident Frank-Walter Steinmeier und Israels Staatspräsident Jitzchak Herzog brachten beide ihr Entsetzen über die Tat zum Ausdruck. Herzog dankte den deutschen Sicherheitsbehörden für die schnelle Reaktion. Bundeskanzler Olaf Scholz schrieb auf X: „Antisemitismus und Islamismus haben bei uns keinen Platz.“